# Contração (gramática)
Contração, em gramática, é a junção de duas ou mais palavras com perda de fonema. Difere-se da combinação, que ocorre sem perda de fonema.
Exemplos:
- em o => no: Moro em o Brasil => Moro no Brasil
- em um => num: Estou aí em um instante => Estou aí num instante
- de o => do: Isto é de o Pedro => Isto é do Pedro
- a aquele => àquele: Vou a aquele lugar => Vou àquele lugar
- lhe a => lha: Eu já lhe a dei => Eu já lha dei
- Que é de => Cadê (informal): Que é do Pedro? => Cadê o Pedro? (recordando que "do" = "de o")
- Com um => Cum (informal): Com um raio! => Cum raio! (também por vezes escrito C'um)